# Weinmannia hepaticarum
Weinmannia hepaticarum är en tvåhjärtbladig växtart som beskrevs av Luciano Bernardi. Weinmannia hepaticarum ingår i släktet Weinmannia och familjen Cunoniaceae. Inga underarter finns listade i Catalogue of Life.